# Новомелково
Новоме́лково — посёлок в Конаковском районе Тверской области России. Входит в состав городского поселения Радченко.

## География
Посёлок находится в юго-восточной части Тверской области, в зоне хвойно-широколиственных лесов, на правом берегу Волги, при автодороге М10, на расстоянии примерно 20 километров (по прямой) к западу-юго-западу от Конакова, административного центра района. Абсолютная высота — 128 метров над уровнем моря.

### Климат
Климат характеризуется как умеренно континентальный, с прохладным летом и относительно мягкой зимой. Среднегодовая температура воздуха — 3,5 °C. Абсолютный минимум температуры воздуха составляет −35 °C; абсолютный максимум — 35 °C. Годовое количество атмосферных осадков составляет 568 мм, из которых большая часть выпадает в тёплый период. Вегетационный период длится в среднем 140—150 дней.

### Часовой пояс
Посёлок Новомелково, как и вся Тверская область, находится в часовой зоне МСК (московское время). Смещение применяемого времени относительно UTC составляет +3:00.

## Население
| 2010 |
| ---- |
| 208  |